# Ho Chi Minhs tanker
 Der er for få eller ingen kildehenvisninger i denne artikel, hvilket er et problem. Du kan hjælpe ved at angive troværdige kilder til de påstande, som fremføres i artiklen.

Ho Chi Minhs Tanker （vietnamesisk: Tư tưởng Hồ Chí Minh）er  den politiske filosofi i Det kommunistiske parti i Vietnam. Siden 1991 er indholdet blevet til ud fra Ho Chi Minhs tanker i  perioderne med hans aktiviteter i den revolutionære bevægelse i Vietnam og internationalt. Tankerne var pligtlæsning for embedsmænd i Vietnam i begyndelsen og midten af det 20. århundrede. Ho Chi Minhs Tanker er en udkrystallisering af vietnamesisk kultur, franske revolutionære ideer, liberale ideer, marxist-leninistiske idealer og Ho Chi Minhs personlige kvaliteter.